# Мапелли-Моцци, Эдоардо
Эдоардо Алессандро Мапелли-Моцци (итал. Edoardo Alessandro Mapelli Mozzi; род. 19 ноября 1983) — итальянский аристократ и бизнесмен, муж британской принцессы Беатрисы Йоркской (внучки королевы Елизаветы II).

## Биография
Эдоардо Мапелли-Моцци принадлежит к итальянской аристократии и носит титул графа. Его родители — Алессандро Мапелли-Моцци и Никки Уильямс-Эллис; они развелись, когда их сыну было четыре года. Никки вышла замуж во второй раз за британца Кристофера Шейли, так что Эдоардо с детства жил в Великобритании. Он окончил Эдинбургский университет и в 23 года основал девелоперскую компанию Banda Property. Мапелли-Моцци принадлежит к богатейшим людям Соединённого королевства.
Мапелли-Моцци долго встречался с американкой китайского происхождения Дарой Хуанг, которая в 2016 родила ему сына Кристофера. В 2017 эта пара распалась.
В 2018 Мапелли-Моцци начал встречаться с принцессой Беатрисой Йоркской — старшей дочерью Эндрю, герцога Йоркского (второго сына королевы Елизаветы II). 26 сентября 2019 было официально объявлено о помолвке. Бракосочетание должно было состояться 29 мая 2020, но из-за пандемии коронавируса его перенесли на 2021 год, без уточнения даты. В конечном итоге непубличная церемония бракосочетания состоялась 17 июля 2020 в часовне Всех Святых в Виндзоре.
18 сентября 2021 года у супругов родилась дочь Сиенна Элизабет, 22 января 2025 года — дочь Афина Элизабет Роуз.